# Suisse aux Jeux olympiques de la jeunesse d'hiver de 2012
La participation de la Suisse aux Jeux olympiques de la jeunesse d'hiver de 2012, à Innsbruck, en Autriche, a lieu du 13 au 22 janvier 2012. Il s'agit de sa première participation aux Jeux olympiques de la jeunesse d'hiver.

## Médaillés
| Médaille                            | Nom                                                  | Sport           | Épreuve              | Date       |
| ----------------------------------- | ---------------------------------------------------- | --------------- | -------------------- | ---------- |
| Médaille d'or, Jeux olympiques      | Kai Mahler                                           | Ski acrobatique | Ski half-pipe hommes | 15 janvier |
| Médaille d'or, Jeux olympiques      | Michael Brunner Elena Stern Romano Meier Lisa Gisler | Curling         | Équipes mixtes       | 18 janvier |
| Médaille d'or, Jeux olympiques      | Sandro Simonet                                       | Ski alpin       | Slalom hommes        | 21 janvier |
| Médaille de bronze, Jeux olympiques | Sandro Simonet                                       | Ski alpin       | Combiné hommes       | 15 janvier |
| Médaille de bronze, Jeux olympiques | Jasmina Suter                                        | Ski alpin       | Slalom géant femmes  | 18 janvier |
| Médaille de bronze, Jeux olympiques | Sandro Simonet                                       | Ski alpin       | Slalom géant hommes  | 19 janvier |
| Médaille de bronze, Jeux olympiques | David Hablützel                                      | Snowboard       | Slopestyle hommes    | 19 janvier |
| Médaille de bronze, Jeux olympiques | Emilie Benz                                          | Ski acrobatique | Ski cross femmes     | 21 janvier |

## Résultats

### Ski alpin
La Suisse a qualifié 4 athlètes.
Hommes
| Athlète        | Épreuve      | Finale        | Finale          | Finale          | Finale                              |
| Athlète        | Épreuve      | Manche 1      | Manche 2        | Total           | Rang                                |
| -------------- | ------------ | ------------- | --------------- | --------------- | ----------------------------------- |
| Ian Gut        | Slalom       | 46 s 96       | N'a pas terminé | N'a pas terminé | N'a pas terminé                     |
| Ian Gut        | Slalom géant | 1 min 00 s 15 | 55 s 39         | 1 min 55 s 54   | 10e                                 |
| Ian Gut        | Super-G      |               |                 | 1 min 06 s 06   | 13e                                 |
| Ian Gut        | Combiné      | 1 min 05 s 47 | N'a pas terminé | N'a pas terminé | N'a pas terminé                     |
| Sandro Simonet | Slalom       | 38 s 62       | 39 s 74         | 1 min 18 s 36   | Médaille d'or, Jeux olympiques      |
| Sandro Simonet | Slalom géant | 57 s 46       | 54 s 87         | 1 min 52 s 33   | Médaille de bronze, Jeux olympiques |
| Sandro Simonet | Super-G      |               |                 | 1 min 05 s 71   | 11e                                 |
| Sandro Simonet | Combiné      | 1 min 04 s 33 | 37 s 12         | 1 min 41 s 45   | Médaille de bronze, Jeux olympiques |

Femmes
| Athlète        | Épreuve      | Finale        | Finale           | Finale           | Finale                              |
| Athlète        | Épreuve      | Manche 1      | Manche 2         | Total            | Rang                                |
| -------------- | ------------ | ------------- | ---------------- | ---------------- | ----------------------------------- |
| Luana Fluetsch | Slalom       | 41 s 61       | N'a pas terminée | N'a pas terminée | N'a pas terminée                    |
| Luana Fluetsch | Slalom géant | 58 s 70       | 59 s 71          | 1 min 58 s 41    | 8e                                  |
| Luana Fluetsch | Super-G      |               |                  | 1 min 06 s 99    | 10e                                 |
| Luana Fluetsch | Combiné      | 1 min 06 s 01 | 36 s 53          | 1 min 42 s 54    | 7e                                  |
| Jasmina Suter  | Slalom       | 42 s 38       | 39 s 26          | 1 min 21 s 64    | 4e                                  |
| Jasmina Suter  | Slalom géant | 57 s 74       | 58 s 71          | 1 min 56 s 45    | Médaille de bronze, Jeux olympiques |
| Jasmina Suter  | Super-G      |               |                  | N'a pas terminée | N'a pas terminée                    |
| Jasmina Suter  | Combiné      | 1 min 05 s 84 | N'a pas terminée | N'a pas terminée | N'a pas terminée                    |

Équipe
| Athlète                                             | Épreuve                              | Quart de finale | Demi-finale   | Finale        | Rang |
| --------------------------------------------------- | ------------------------------------ | --------------- | ------------- | ------------- | ---- |
| Jasmina Suter Ian Gut Luana Fluetsch Sandro Simonet | Épreuve parallèle par équipes mixtes | Norvège 1-2     | Non qualifiée | Non qualifiée | 5e   |

### Biathlon
La Suisse a qualifié 3 athlètes.
Hommes
| Athlète           | Épreuve   | Finale        | Finale  | Finale |
| Athlète           | Épreuve   | Temps         | Manqués | Rang   |
| ----------------- | --------- | ------------- | ------- | ------ |
| Jules Cuenot      | Sprint    | 21 min 18 s 4 | 4       | 18e    |
| Jules Cuenot      | Poursuite | 32 min 15 s 3 | 8       | 18e    |
| Kenneth Schoepfer | Sprint    | 22 min 14 s 2 | 4       | 26e    |
| Kenneth Schoepfer | Poursuite | 32 min 01 s 5 | 3       | 17e    |

Femmes
| Athlète       | Épreuve   | Finale        | Finale  | Finale |
| Athlète       | Épreuve   | Temps         | Manqués | Rang   |
| ------------- | --------- | ------------- | ------- | ------ |
| Aita Gasparin | Sprint    | 19 min 33 s 4 | 3       | 20e    |
| Aita Gasparin | Poursuite | 31 min 32 s 1 | 4       | 16e    |

Mixte
| Athlète                                                       | Épreuve                           | Finale            | Finale  | Finale |
| Athlète                                                       | Épreuve                           | Temps             | Manqués | Rang   |
| ------------------------------------------------------------- | --------------------------------- | ----------------- | ------- | ------ |
| Aita Gasparin Nadine Fähndrich Kenneth Schoepfer Jason Rüesch | Relais mixte ski de fond/biathlon | 1 h 05 min 36 s 0 | 0+5     | 4e     |

### Ski de fond
La Suisse a qualifié 2 athlètes.
Hommes
| Athlète      | Épreuve      | Finale        | Finale |
| Athlète      | Épreuve      | Temps         | Rang   |
| ------------ | ------------ | ------------- | ------ |
| Jason Rüesch | 10 km hommes | 31 min 10 s 4 | 11e    |

Femmes
| Athlète          | Épreuve     | Finale        | Finale |
| Athlète          | Épreuve     | Temps         | Rang   |
| ---------------- | ----------- | ------------- | ------ |
| Nadine Fähndrich | 5 km femmes | 15 min 56 s 6 | 10e    |

Sprint
| Athlète          | Épreuve       | Qualification | Qualification | Quart de finale | Quart de finale | Demi-finale  | Demi-finale | Finale        | Finale        |
| Athlète          | Épreuve       | Total         | Rang          | Total           | Rang            | Total        | Rang        | Total         | Rang          |
| ---------------- | ------------- | ------------- | ------------- | --------------- | --------------- | ------------ | ----------- | ------------- | ------------- |
| Jason Rüesch     | Sprint hommes | 1 min 45 s 81 | 8e Q          | 1 min 46 s 1    | 2e Q            | 1 min 58 s 2 | 5e          | Non qualifié  | Non qualifié  |
| Nadine Fähndrich | Sprint femmes | 2 min 00 s 01 | 6e Q          | 2 min 01 s 7    | 2e Q            | 2 min 01 s 1 | 4e          | Non qualifiée | Non qualifiée |

Mixte
| Athlète                                                       | Épreuve                           | Finale            | Finale  | Finale |
| Athlète                                                       | Épreuve                           | Temps             | Manqués | Rang   |
| ------------------------------------------------------------- | --------------------------------- | ----------------- | ------- | ------ |
| Aita Gasparin Nadine Fähndrich Kenneth Schoepfer Jason Rüesch | Relais mixte ski de fond/biathlon | 1 h 05 min 36 s 0 | 0+5     | 4e     |

### Curling
La Suisse a qualifié une équipe.
Composition de l'équipe
- Skip: Michael Brunner
- Third: Elena Stern
- Second: Romano Meier
- Lead: Lisa Gisler

#### Équipes mixtes
| Classement final du 1er tour \| Groupe bleu \| Skip \| V \| D \| \| ------------------ \| ---------------- \| - \| - \| \| États-Unis \| Korey Dropkin \| 7 \| 0 \| \| Suisse \| Michael Brunner \| 6 \| 1 \| \| République tchèque \| Marek Černovský \| 4 \| 3 \| \| Chine \| Bai Yang \| 3 \| 4 \| \| Norvège \| Markus Skogvold \| 3 \| 4 \| \| Corée du Sud \| Kang Sue-yeon \| 2 \| 5 \| \| Nouvelle-Zélande \| Luke Steele \| 2 \| 5 \| \| Estonie \| Robert-Kent Päll \| 1 \| 6 \| |                  |   |   |
| Groupe bleu | Skip             | V | D |
| États-Unis | Korey Dropkin    | 7 | 0 |
| Suisse | Michael Brunner  | 6 | 1 |
| République tchèque | Marek Černovský  | 4 | 3 |
| Chine | Bai Yang         | 3 | 4 |
| Norvège | Markus Skogvold  | 3 | 4 |
| Corée du Sud | Kang Sue-yeon    | 2 | 5 |
| Nouvelle-Zélande | Luke Steele      | 2 | 5 |
| Estonie | Robert-Kent Päll | 1 | 6 |

##### Résultats du1ertour
| B                         | 1 | 2 | 3 | 4 | 5 | 6 | 7 | 8 | 9 | 10 | Total |
| ------------------------- | - | - | - | - | - | - | - | - | - | -- | ----- |
| Suisse (Brunner)          | 1 | 1 | 0 | 1 | 0 | 2 | 1 | X |   |    | 6     |
| Nouvelle-Zélande (Steele) | 0 | 0 | 1 | 0 | 1 | 0 | 0 | X |   |    | 2     |

| C                  | 1 | 2 | 3 | 4 | 5 | 6 | 7 | 8 | 9 | 10 | Total |
| ------------------ | - | - | - | - | - | - | - | - | - | -- | ----- |
| Norvège (Skogvold) | 0 | 0 | 2 | 0 | 0 | 0 | X | X |   |    | 2     |
| Suisse (Brunner)   | 2 | 1 | 0 | 3 | 1 | 1 | X | X |   |    | 8     |

| A                | 1 | 2 | 3 | 4 | 5 | 6 | 7 | 8 | 9 | 10 | Total |
| ---------------- | - | - | - | - | - | - | - | - | - | -- | ----- |
| Suisse (Brunner) | 1 | 3 | 3 | 3 | 2 | 0 | X | X |   |    | 12    |
| Estonie (Päll)   | 0 | 0 | 0 | 0 | 0 | 1 | X | X |   |    | 1     |

| D                    | 1 | 2 | 3 | 4 | 5 | 6 | 7 | 8 | 9 | 10 | Total |
| -------------------- | - | - | - | - | - | - | - | - | - | -- | ----- |
| États-Unis (Dropkin) | 2 | 0 | 1 | 0 | 0 | 2 | 0 | 1 |   |    | 6     |
| Suisse (Brunner)     | 0 | 2 | 0 | 1 | 0 | 0 | 1 | 0 |   |    | 4     |

| A                | 1 | 2 | 3 | 4 | 5 | 6 | 7 | 8 | 9 | 10 | Total |
| ---------------- | - | - | - | - | - | - | - | - | - | -- | ----- |
| Chine (Bai)      | 1 | 0 | 0 | 1 | 0 | 1 | 0 | X |   |    | 3     |
| Suisse (Brunner) | 0 | 1 | 1 | 0 | 1 | 0 | 4 | X |   |    | 7     |

| B                   | 1 | 2 | 3 | 4 | 5 | 6 | 7 | 8 | 9 | 10 | Total |
| ------------------- | - | - | - | - | - | - | - | - | - | -- | ----- |
| Corée du Sud (Kang) | 0 | 0 | 0 | 1 | 0 | 1 | 0 | X |   |    | 2     |
| Suisse (Brunner)    | 1 | 0 | 1 | 0 | 3 | 0 | 1 | X |   |    | 6     |

| D                              | 1 | 2 | 3 | 4 | 5 | 6 | 7 | 8 | 9 | 10 | Total |
| ------------------------------ | - | - | - | - | - | - | - | - | - | -- | ----- |
| Suisse (Brunner)               | 0 | 1 | 4 | 0 | 2 | 0 | 1 | X |   |    | 8     |
| République tchèque (Černovský) | 0 | 0 | 0 | 1 | 0 | 3 | 0 | X |   |    | 4     |

##### Quart de finale
| D                | 1 | 2 | 3 | 4 | 5 | 6 | 7 | 8 | 9 | 10 | Total |
| ---------------- | - | - | - | - | - | - | - | - | - | -- | ----- |
| Japon (Usui)     | 0 | 0 | 1 | 1 | 0 | 0 | 1 | 0 |   |    | 3     |
| Suisse (Brunner) | 0 | 0 | 0 | 0 | 0 | 3 | 0 | 1 |   |    | 4     |

##### Demi-finale
| A                | 1 | 2 | 3 | 4 | 5 | 6 | 7 | 8 | 9 | 10 | Total |
| ---------------- | - | - | - | - | - | - | - | - | - | -- | ----- |
| Suède (Wranå)    | 0 | 1 | 0 | 2 | 0 | 1 | X | X |   |    | 4     |
| Suisse (Brunner) | 3 | 0 | 2 | 0 | 5 | 0 | X | X |   |    | 10    |

##### Finale
| C                | 1 | 2 | 3 | 4 | 5 | 6 | 7 | 8 | 9 | 10 | Total |
| ---------------- | - | - | - | - | - | - | - | - | - | -- | ----- |
| Italie (Mosaner) | 0 | 1 | 0 | 2 | 0 | 1 | 0 | X |   |    | 4     |
| Suisse (Brunner) | 2 | 0 | 2 | 0 | 1 | 0 | 1 | X |   |    | 6     |

#### Doubles mixtes

##### 16ede finale
| A                                              | 1 | 2 | 3 | 4 | 5 | 6 | 7 | 8 | 9 | 10 | Total |
| ---------------------------------------------- | - | - | - | - | - | - | - | - | - | -- | ----- |
| Michael Brunner (SUI) Nicole Muskatewitz (GER) | 0 | 2 | 0 | 2 | 0 | 2 | 1 | 1 |   |    | 8     |
| Sarah Anderson (USA) Go Ke-on (KOR)            | 1 | 0 | 4 | 0 | 1 | 0 | 0 | 0 |   |    | 6     |

| A                                         | 1 | 2 | 3 | 4 | 5 | 6 | 7 | 8 | 9 | 10 | Total |
| ----------------------------------------- | - | - | - | - | - | - | - | - | - | -- | ----- |
| Elena Stern (SUI) Sander Rõuk (EST)       | 2 | 0 | 0 | 0 | 1 | 0 | X | X |   |    | 3     |
| Korey Dropkin (USA) Marina Verenich (RUS) | 0 | 2 | 1 | 4 | 0 | 6 | X | X |   |    | 13    |

| A                                      | 1 | 2 | 3 | 4 | 5 | 6 | 7 | 8 | 9 | 10 | Total |
| -------------------------------------- | - | - | - | - | - | - | - | - | - | -- | ----- |
| Mathias Genner (AUT) Lisa Gisler (SUI) | 0 | 0 | 0 | 1 | 0 | 1 | 0 | X |   |    | 2     |
| Yang Ying (CHN) Thomas Howell (USA)    | 3 | 1 | 2 | 0 | 3 | 0 | 1 | X |   |    | 10    |

| A                                          | 1 | 2 | 3 | 4 | 5 | 6 | 7 | 8 | 9 | 10 | Total |
| ------------------------------------------ | - | - | - | - | - | - | - | - | - | -- | ----- |
| Eleanor Adviento (NZL) Romano Meier (SUI)  | 2 | 0 | 1 | 0 | 1 | 0 | 3 | 0 | 0 |    | 7     |
| Duncan Menzies (GBR) Taylor Anderson (USA) | 0 | 1 | 0 | 2 | 0 | 2 | 0 | 2 | 1 |    | 8     |

##### 8ede finale
| C                                              | 1 | 2 | 3 | 4 | 5 | 6 | 7 | 8 | 9 | 10 | Total |
| ---------------------------------------------- | - | - | - | - | - | - | - | - | - | -- | ----- |
| Michael Brunner (SUI) Nicole Muskatewitz (GER) | 1 | 1 | 1 | 1 | 1 | 0 | 1 | X |   |    | 6     |
| Wang Jinbo (CHN) Ina Roll Backe (NOR)          | 0 | 0 | 0 | 0 | 0 | 1 | 0 | X |   |    | 1     |

##### Quart de finale
| B                                              | 1 | 2 | 3 | 4 | 5 | 6 | 7 | 8 | 9 | 10 | Total |
| ---------------------------------------------- | - | - | - | - | - | - | - | - | - | -- | ----- |
| Michael Brunner (SUI) Nicole Muskatewitz (GER) | 0 | 0 | 1 | 2 | 1 | 0 | 3 | 1 |   |    | 8     |
| Mikhail Vaskov (RUS) Zuzana Hrůzová (CZE)      | 1 | 1 | 0 | 0 | 0 | 1 | 0 | 0 |   |    | 3     |

##### Demi-finale
| A                                              | 1 | 2 | 3 | 4 | 5 | 6 | 7 | 8 | 9 | 10 | Total |
| ---------------------------------------------- | - | - | - | - | - | - | - | - | - | -- | ----- |
| Michael Brunner (SUI) Nicole Muskatewitz (GER) | 1 | 1 | 0 | 2 | 0 | 3 | 0 | X |   |    | 7     |
| Korey Dropkin (USA) Marina Verenich (RUS)      | 0 | 0 | 1 | 0 | 1 | 0 | 1 | X |   |    | 3     |

##### Finale
| C                                              | 1 | 2 | 3 | 4 | 5 | 6 | 7 | 8 | 9 | 10 | Total |
| ---------------------------------------------- | - | - | - | - | - | - | - | - | - | -- | ----- |
| Michael Brunner (SUI) Nicole Muskatewitz (GER) | 3 | 2 | 0 | 4 | 0 | 4 | X | X |   |    | 13    |
| Martin Sesaker (NOR) Kim Eun-bi (KOR)          | 0 | 0 | 1 | 0 | 1 | 0 | X | X |   |    | 2     |

### Patinage artistique
La Suisse a qualifié 2 athlètes.
Hommes
| Athlète(s)        | Épreuve    | PC/DO  | PC/DO | PL/DL  | PL/DL | Total  | Total |
| Athlète(s)        | Épreuve    | Points | Rang  | Points | Rang  | Points | Rang  |
| ----------------- | ---------- | ------ | ----- | ------ | ----- | ------ | ----- |
| Nicola Todeschini | Individuel | 44,02  | 9e    | 84,96  | 11e   | 128,98 | 10e   |

Femmes
| Athlète(s)       | Épreuve    | PC/DO  | PC/DO | PL/DL  | PL/DL | Total  | Total |
| Athlète(s)       | Épreuve    | Points | Rang  | Points | Rang  | Points | Rang  |
| ---------------- | ---------- | ------ | ----- | ------ | ----- | ------ | ----- |
| Tina Stuerzinger | Individuel | 40,63  | 8e    | 72,92  | 8e    | 113,55 | 8e    |

Mixte
| Athlètes                                                                                        | Épreuve             | Hommes | Hommes | Hommes | Femmes | Femmes | Femmes | Danse sur glace | Danse sur glace | Danse sur glace | Total  | Total |
| Athlètes                                                                                        | Épreuve             | Score  | Rang   | Points | Score  | Rang   | Points | Score           | Rang            | Points          | Points | Rang  |
| ----------------------------------------------------------------------------------------------- | ------------------- | ------ | ------ | ------ | ------ | ------ | ------ | --------------- | --------------- | --------------- | ------ | ----- |
| Équipe 1 Feodosi Efremenkov (RUS) Tina Stuerzinger (SUI) Millie Paterson/Edward Carstairs (GBR) | Trophée par équipes | 117,13 | 1ers   | 8      | 73,46  | 5es    | 4      | 44,02           | 8es             | 1               | 13     | 5es   |

### Ski acrobatique
La Suisse a qualifié 4 athlètes.
Ski cross
| Athlète        | Épreuve          | Qualification | Qualification                       | 1/4 de finale | Demi-finale | Finale   |
| Athlète        | Épreuve          | Temps         | Rang                                | Rang          | Rang        | Rang     |
| -------------- | ---------------- | ------------- | ----------------------------------- | ------------- | ----------- | -------- |
| Vincent Gentet | Ski cross hommes | 59 s 45       | 12e                                 | Annulées      | Annulées    | Annulées |
| Emilie Benz    | Ski cross femmes | 58 s 82       | Médaille de bronze, Jeux olympiques | Annulées      | Annulées    | Annulées |

Ski half-pipe
| Athlète        | Épreuve              | Qualification | Qualification | Finale  | Finale                         |
| Athlète        | Épreuve              | Points        | Rang          | Points  | Rang                           |
| -------------- | -------------------- | ------------- | ------------- | ------- | ------------------------------ |
| Kai Mahler     | Ski half-pipe hommes | 76,50         | 2e Q          | 95,00   | Médaille d'or, Jeux olympiques |
| Alexia Bonelli | Ski half-pipe femmes | 53 s 50       | 6e Q          | 47 s 75 | 6e                             |

### Luge
La Suisse a qualifié 1 athlète.
Hommes
| Athlète       | Épreuve       | Finale   | Finale   | Finale         | Finale |
| Athlète       | Épreuve       | Manche 1 | Manche 2 | Total          | Rang   |
| ------------- | ------------- | -------- | -------- | -------------- | ------ |
| Chritian Maag | Simple hommes | 40 s 130 | 40 s 074 | 1 min 20 s 204 | 8e     |

### Combiné nordique
La Suisse a qualifié 1 athlète.
Hommes
| Athlète        | Épreuve           | Saut à ski | Saut à ski | Ski de fond | Ski de fond   | Finale        | Finale |
| Athlète        | Épreuve           | Points     | Rang       | Retard      | Temps ski     | Total temps   | Rang   |
| -------------- | ----------------- | ---------- | ---------- | ----------- | ------------- | ------------- | ------ |
| Jan Kirchhofer | Individuel hommes | 125,7      | 7e         | 47 s        | 27 min 52 s 8 | 28 min 39 s 8 | 9e     |

### Skeleton
La Suisse a qualifié 1 athlète.
Hommes
| Athlète      | Épreuve           | Finale   | Finale   | Finale        | Finale |
| Athlète      | Épreuve           | Manche 1 | Manche 2 | Total         | Rang   |
| ------------ | ----------------- | -------- | -------- | ------------- | ------ |
| Sacha Berger | Individuel hommes | 59 s 02  | 58 s 66  | 1 min 57 s 68 | 5e     |

### Saut à ski
La Suisse a qualifié 1 athlète.
Hommes
| Athlète       | Épreuve           | 1er saut | 1er saut | 2e saut  | 2e saut | Total  | Total |
| Athlète       | Épreuve           | Distance | Points   | Distance | Points  | Points | Rang  |
| ------------- | ----------------- | -------- | -------- | -------- | ------- | ------ | ----- |
| Killian Peier | Individuel hommes | 71,5 m   | 119,9    | 70,5 m   | 117,0   | 236,9  | 9e    |

### Snowboard
La Suisse a qualifié 2 athlètes.
Hommes
| Athlète         | Épreuve           | Qualification | Qualification | Qualification | Demi-finale    | Demi-finale    | Demi-finale | Finale       | Finale       | Finale                              |
| Athlète         | Épreuve           | Manche 1      | Manche 2      | Rang          | Manche 1       | Manche 2       | Rang        | Manche 1     | Manche 2     | Rang                                |
| --------------- | ----------------- | ------------- | ------------- | ------------- | -------------- | -------------- | ----------- | ------------ | ------------ | ----------------------------------- |
| Lucas Baume     | Half-pipe hommes  | 31,75         | 62,25         | 6e q          | N'a pas débuté | N'a pas débuté | -           | Non qualifié | Non qualifié | Non qualifié                        |
| Lucas Baume     | Slopestyle hommes | 79,25         | 29,25         | 3e Q          |                |                |             | 51,25        | 57,25        | 10e                                 |
| David Hablützel | Halfpipe hommes   | 78,25         | 82,75         | 3e Q          |                |                |             | 49,00        | 80,25        | 5e                                  |
| David Hablützel | Slopestyle hommes | 75,00         | 68,75         | 4e Q          |                |                |             | 57,75        | 87,50        | Médaille de bronze, Jeux olympiques |

Femmes
| Athlète      | Épreuve           | Qualification | Qualification | Qualification | Demi-finale   | Demi-finale   | Demi-finale   | Finale        | Finale        | Finale        |
| Athlète      | Épreuve           | Manche 1      | Manche 2      | Rang          | Manche 1      | Manche 2      | Rang          | Manche 1      | Manche 2      | Rang          |
| ------------ | ----------------- | ------------- | ------------- | ------------- | ------------- | ------------- | ------------- | ------------- | ------------- | ------------- |
| Celia Petrig | Half-pipe femmes  | 31,50         | 41,75         | 10e           | Non qualifiée | Non qualifiée | Non qualifiée | Non qualifiée | Non qualifiée | Non qualifiée |
| Celia Petrig | Slopestyle femmes | 79,50         | 32,75         | 2e Q          |               |               |               | 62,00         | 40,75         | 4e            |